# Cantón de Molliens-Dreuil
El cantón de Molliens-Dreuil era una división administrativa francesa, que estaba situada en el departamento de Somme y la región de Picardía.

## Composición
El cantón estaba formado por veintisiete comunas:
- Airaines
- Avelesges
- Bettencourt-Rivière
- Bougainville
- Bovelles
- Briquemesnil-Floxicourt
- Camps-en-Amiénois
- Clairy-Saulchoix
- Creuse
- Fluy
- Fresnoy-au-Val
- Guignemicourt
- Laleu
- Métigny
- Molliens-Dreuil
- Montagne-Fayel
- Oissy
- Pissy
- Quesnoy-sur-Airaines
- Quevauvillers
- Revelles
- Riencourt
- Saint-Aubin-Montenoy
- Saisseval
- Seux
- Tailly
- Warlus

## Supresión del cantón de Molliens-Dreuil
En aplicación del Decreto nº 2014-263 de 26 de febrero de 2014, el cantón de Molliens-Dreuil fue suprimido el 22 de marzo de 2015 y sus 27 comunas pasaron a formar parte; veintiséis del nuevo cantón de Ailly-sur-Somme y una del nuevo cantón de Gamaches.